# 岩崎駅
岩崎駅（いわさきえき）は、かつて福岡県中間市弥生町に設置されていた、日本国有鉄道（国鉄）香月線の駅（廃駅）である。香月線の廃止に伴い、1985年（昭和60年）4月1日に廃駅となった。

## 歴史
- 1912年（明治45年）1月7日：香月線の新手駅 - 香月駅間に、貨物駅として新設[3]。
- 1919年（大正8年）12月11日：楠橋駅を併合し[4]、旅客、荷物取り扱い開始。一般駅となる[5]。
- 1934年（昭和9年）5月15日：炭鉱の従業員増加に伴い筑前植木駅、直方駅並びに若松駅 - 折尾駅間に発着する旅客のみ取り扱い開始[6]。
- 1937年（昭和12年）7月25日：若松駅 - 直方駅間および香月線内に発着する旅客の取り扱い開始[7]。
- 1941年（昭和16年）4月29日：一般営業を開始[8]。
- 1962年（昭和37年）5月25日：貨物取り扱い廃止[1]。
- 1974年（昭和49年）3月5日：荷物取り扱い廃止[9]。駅員無配置駅となる[2]。
- 1985年（昭和60年）4月1日：香月線の全線廃止に伴い、廃駅となる[1]。

## 駅構造
廃止時は単式ホーム1面1線を有する無人駅であったが、かつては相対式ホーム2面2線を有した。

## 駅付近
- 筑豊電気鉄道筑豊中間駅
- 九州電機学園高等学校（現・希望が丘高等学校）

## 隣の駅
日本国有鉄道
香月線
新手駅 - 岩崎駅 - 香月駅
- 1912年11月から1919年12月の間、新手 - 当駅間に楠橋駅が存在した。